# Luk (matematika)
Luk je u matematici dio kružnice omeđen dvjema točkama i određen pripadnim kutom. Duljina luka za pripadni kut α iznosi rπα/180.